# Казе Белио (Тревизо)
Казе Белио је насеље у Италији у округу Тревизо, региону Венето.
Према процени из 2011. у насељу је живело 64 становника. Насеље се налази на надморској висини од 12 м.